# Kotlina Krzeszowska

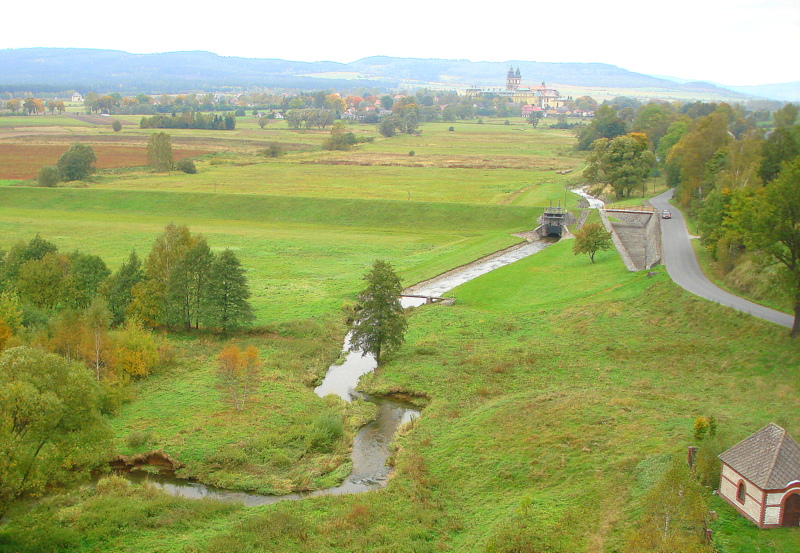
Zadrna, główna rzeka Kotliny Krzeszowskiej

 Kotlina Krzeszowska  – kotlina w Sudetach Środkowych stanowiąca wschodnią część Kotliny Kamiennogórskiej. Od zachodu graniczy z Górami Kruczymi, od północy i północnego wschodu z pasmem Czarnego Lasu, od wschodu z Górami Suchymi w Górach Kamiennych, natomiast od południa z pasmem Zaworów. W północno-wschodniej części Kotliny znajdują się niewielkie Krzeszowskie Wzgórza.

## Budowa geologiczna
Pod względem budowy geologicznej cała Kotlina Krzeszowska leży w obrębie niecki śródsudeckiej. Zbudowana jest ze skał osadowych permu, kredy i czwartorzędu. Są to zlepieńce, fanglomeraty, piaskowce, mułowce, iłowce powstałe we wczesnym permie (czerwonym spągowcu), piaskowce kwarcowe, piaskowce glaukonitowe, piaskowce wapniste, piaskowce skaleniowe, mułowce i wapienie piaszczyste z późnej kredy oraz żwiry, piaski i gliny zwałowe plejstoceńskie i najmłodsze gliny deluwialne, torfy i żwiry, piaski i mady rzeczne holoceńskie.

## Miejscowości
W obrębie Kotliny Krzeszowskiej leżą:
- Czadrów
- Chełmsko Śląskie
- Gorzeszów
- Jawiszów
- Kochanów
- Krzeszów
- Krzeszówek
- Olszyny

Częściowo w obrębie Kotliny Krzeszowskiej leżą:
- Błażejów
- Grzędy
- Grzędy Górne
- Lipienica